# 日本戴维斯杯代表队
日本戴维斯杯代表队（日语：デビスカップ日本代表）是日本男子国家网球队历年参加戴维斯杯的队伍，由日本网球协会负责管理。
日本队首次参加戴维斯杯是在1921年，首次参加就闯入了决赛，但最终输给美国队，这也是日本队在戴维斯杯的最好战绩。